# Trattato di Anagni
Il trattato di Anagni fu un trattato di pace stipulato il 12 giugno del 1295 fra Giacomo II di Aragona il Giusto e Carlo II d'Angiò lo Zoppo, re di Napoli, nell'ambito delle guerre del Vespro a seguito della contesa tra angioini e aragonesi sull'eredità degli Hohenstaufen.

## Contenuto
Con questo compromesso, che fu avviato su proposta del papa Celestino V e concluso dal papa Bonifacio VIII, Giacomo II il Giusto acconsentì di restituire alla Chiesa il Regno di Sicilia ritirandosi definitivamente dalle guerre nate con i Vespri siciliani.

In cambio il papa gli avrebbe tolto la scomunica e accordato la licentia invadendi, ossia il consenso papale a conquistare la Sardegna e la Corsica, ancora governati dai Giudicati sardi, e dare così origine al Regno di Sardegna e Corsica (Regnum Sardiniae et Corsicae).
Il trattato prevedeva l'unione di Giacomo II con Bianca d'Angiò sorella di Roberto d'Angiò ed il matrimonio di quest'ultimo con Iolanda d'Aragona, figlia di Pietro III d'Aragona e sorella a sua volta di Giacomo II stesso. Inoltre il trattato prevedeva la remissione in libertà degli angioini catturati.
La cerimonia di investitura del regno di Sardegna e Corsica si svolse nella basilica di San Pietro a Roma il 4 aprile 1297.

## Conseguenze
Non ci fu però tregua fra le due casate e i baroni siciliani la rifiutarono e il Parlamento Siciliano elesse re il fratello di Giacomo, Federico III d'Aragona all'epoca luogotenente dell'isola per conto del fratello.

La guerra che ne seguì si chiuse con la definitiva creazione di due regni, con la Sicilia (ora Regno di Trinacria) e il Regno di Napoli e così in base alla pace di Caltabellotta, stipulata nel 1302, gli Angioini persero definitivamente l'isola.